# Championnat de la Barbade de football 2008
Navigation
Saison précédente Saison suivante
La saison 2008 du Championnat de la Barbade de football est la quarante-et-unième édition de la Premier League, le championnat national à la Barbade. Les onze équipes engagées sont regroupées au sein d'une poule unique où elles s'affrontent à deux reprises. En fin de saison, les deux derniers du classement sont relégués et remplacés par les deux meilleures formations de Division 1.
C'est le club de Notre Dame SC qui remporte la compétition cette saison après avoir terminé en tête du classement final, avec un seul point d'avance sur un duo composé de Brittons Hill FC et du tenant du titre, Barbados Defence Force SC. Il s’agit du huitième titre de champion de la Barbade de l'histoire du club, qui réalise même le doublé en s'imposant en finale de la Coupe de la Barbade face au Defence Force. 
Cette édition (et la suivante) compte exceptionnellement onze équipes. En effet, durant l'intersaison, Haggatt Hill FC fait appel de sa relégation en Division 1. Il reproche à son adversaire direct pour la relégation, Tudor Bridge FC, d'avoir aligné un joueur suspendu lors d'une rencontre, terminée sur le score de 1-1. La fédération donne raison à Haggatt Hill qui est repêché et peut donc participer au championnat.

## Les clubs participants
- Technico FC
- Notre Dame SC
- Youth Milan FC
- Pride of Gall Hill FC
- Silver Sands FC
- Paradise Football Club - Promu de Division 1
- Maxwell FC - Promu de Division 1
- Britton Hill FC
- Haggatt Hill FC
- Tudor Bridge FC
- Barbados Defence Force SC

## Compétition
Le barème de points servant à établir le classement se décompose ainsi :
- Victoire : 3 points
- Match nul : 1 point
- Défaite : 0 point

### Classement
| Rang | Équipe                     | Pts | J  | G  | N | P  | Bp | Bc  | Diff |
| ---- | -------------------------- | --- | -- | -- | - | -- | -- | --- | ---- |
| 1    | Notre Dame SCC             | 41  | 20 | 12 | 5 | 3  | 52 | 17  | +35  |
| 2    | Britton Hill FC            | 40  | 20 | 12 | 4 | 4  | 53 | 23  | +30  |
| 3    | Barbados Defence Force SCT | 40  | 20 | 12 | 4 | 4  | 47 | 18  | +29  |
| 4    | Paradise Football ClubP    | 28  | 20 | 8  | 4 | 8  | 46 | 31  | +15  |
| 5    | Maxwell FCP                | 27  | 20 | 8  | 3 | 9  | 30 | 33  | -3   |
| 6    | Youth Milan FC             | 26  | 20 | 7  | 5 | 8  | 37 | 34  | +3   |
| 7    | Technico FC                | 26  | 20 | 7  | 5 | 8  | 27 | 30  | -3   |
| 8    | Pride of Gall Hill FC      | 25  | 20 | 7  | 4 | 9  | 30 | 30  | 0    |
| 9    | Silver Sands FC            | 25  | 20 | 7  | 4 | 9  | 25 | 30  | -5   |
| 10   | Haggatt Hill FC            | 24  | 20 | 7  | 3 | 10 | 41 | 42  | -1   |
| 11   | Tudor Bridge FC            | 7   | 20 | 2  | 1 | 17 | 12 | 112 | -100 |

|  | Champion de la Barbade 2008                                                         |
|  | Relégation en Division 1                                                            |
|  | T : Tenant du titre C : Vainqueur de la Coupe de la Barbade P : Promu de Division 1 |

## Bilan de la saison
| Championnat de la Barbade de football 2008 |                          |
| Champion                                   | Notre Dame SC (8e titre) |
| Coupes et trophées                         |                          |
| Vainqueur de la Coupe de la Barbade 2008   | Notre Dame SC            |
| Qualifications continentales               |                          |
| CFU Club Championship 2009                 | Aucun                    |
| Promotions et relégations                  |                          |
| Promus en Premier League                   | Eden Stars FC            |
| Promus en Premier League                   | Weymouth Wales FC        |
| Relégués en Division 1                     | Haggatt Hill FC          |
| Relégués en Division 1                     | Tudor Bridge FC          |